# Cáiser

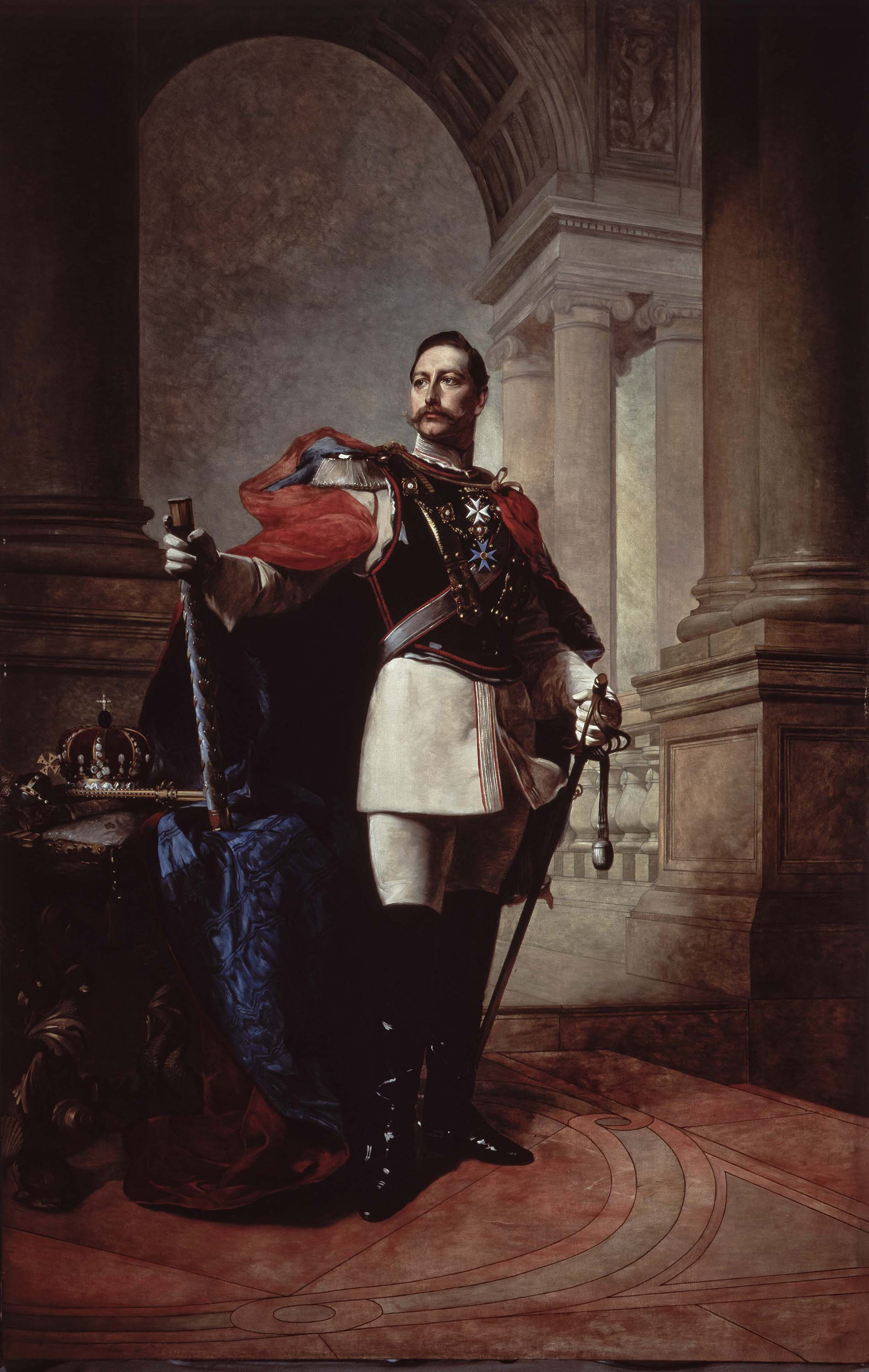
Cáiser do Império Alemão, Guilherme II.

Cáiser (do alemão Kaiser) é um título que significa "Imperador" geralmente usado para designar os imperadores do Império Alemão. Vem do latim cæsar, por empréstimo do cognome do ditador romano Júlio César, da mesma maneira que o título eslavo czar (por vezes grafado tzar) e o húngaro Császár. Trata-se de um título monárquico soberano do mais alto nível, no popular kaiser era e é usado para nominar os chefes de família ou senhores de terras, nobres.
[carece de fontes?]
Os imperadores romano-germânicos (962–1806) intitulavam-se cáiseres e viam-se como a continuação do Império Romano — o uso do nome de César pelos alemães refletia, portanto, esta suposta herança.
Os soberanos do Império Austríaco (1806–1918, após 1867 Império Austro-Húngaro), da Casa de Habsburgo, que teve diversos imperadores ao longo dos séculos, também se intitulavam cáiser.
Em português, porém, da mesma maneira que em muitas línguas, o título não traduzido costuma ser associado exclusivamente ao Império Alemão unificado (1871–1918), cujo território correspondia ao centro do antigo Sacro Império Romano-Germânico.
O Império Alemão teve três cáiseres, todos da Casa de Hohenzollern, que governava também o Reino da Prússia:
- Guilherme I (1871–1888) — Fundador do Império Alemão;
- Frederico III (1888) — o numeral III refere-se ao título de Rei da Prússia;
- Guilherme II (1888–1918) — na Primeira Guerra Mundial, o Império Alemão terminou.[1]

Títulos derivados da forma alemã Kaiser são usados em línguas germânicas ou eslavas (diferentemente de línguas românicas, que derivam seus títulos da palavra latina Imperator):
- Kejser em dinamarquês
- Keizer em neerlandês
- Keiser em estoniano
- Keisari em finlandês
- Keisari em islandês
- Keser em luxemburguês